# Parafia św. Mikołaja w Boulogne-Billancourt
Parafia św. Mikołaja – parafia prawosławna w Boulogne-Billancourt. Była jedną z 15 parafii tworzących dekanat Île de France w Zachodnioeuropejskim Egzarchacie Parafii Rosyjskich. Po likwidacji egzarchatu (2018) pozostała w jurysdykcji Patriarchatu Konstantynopolitańskiego i weszła w skład Greckiej Metropolii Francji.
Nabożeństwa w parafii odbywają się w języku cerkiewnosłowiańskim, obowiązuje kalendarz juliański.